# フェニックス・ライジング
フェニックス・ライジング（Phoenix Rising）はスペインのシンフォニック・パワー・メタルバンド。
マドリードを拠点とする。

## 略歴
2007年

Quinta Enmienda結成。

2010年

Quinta Enmienda名義でNe Bis In Idemリリース。

2012年

Phoenix Rising/Fire & Ashes名義でMMXIIリリース。国内市場向けのスペイン語版と海外市場向けの英語版のダブルCD盤。

2013年

HYDRANT MUSICからMMXII日本盤をリリース。日本盤のみのボーナストラック3曲追加収録。

2014年

Versusリリース。

2021年

Acta Est Fabulaリリース。

2022年

アクタ・エスト・ファーブラ〜鳳凰天舞〜(Acta Est Fabulaの日本盤)リリース。

## メンバー

### 2022年5月現在
- クリスティアン・ロドリゲス - ベース,コーラス
- ヘスース・マルティン − キーボード
- ミゲル・ゴンザレス - ボーカル,ギター
- ダニエル・マルティネス - ギター
- カルロス・ヴィヴァス − ドラム

## ディスコグラフィ

### アルバム
- Ne Bis In Idem(2010)
- MMXII(2012,Sonic Attack Records)
- MMXII日本盤(2013,HYDRANT MUSIC)
- Versus(2014)
- Acta Est Fabula(2021)
- アクタ・エスト・ファーブラ〜鳳凰天舞〜(Acta Est Fabulaの日本盤)(2022,WORMHOLEDEATH JAPAN)